# Mesoscòpic
L'escala mesoscòpica és la d'aquells elements que tenen una dimensió compresa entre l'escala microscòpica i la macroscòpica. En termes dimensionals se sol definir com la compresa entre 0,1 µm i 0,001 µm (1 nm - <100 nm) o el que seria el mateix, més gran de 10-7cm i més petit que 2x10-5cm, valors límit convencionals àmpliament adoptats per la comunitat científica.

Diagrama de fases d'una transició de fase quàntica de segon ordre.

## Física mesoscòpica
La física mesoscòpica és una subdisciplina de la física de la matèria condensada que s'ocupa de materials d'escala mesoscòpica. Aquests materials oscil·len en grandària entre la nanoescala per a una quantitat d'àtoms (com una molècula) i de materials que mesuren micròmetres. El límit inferior també es pot definir com la mida dels àtoms individuals. A nivell micròmetre hi ha materials a granel.
Malgrat que no hi ha una definició rígida de física mesoscòpica, els sistemes estudiats solen estar en el rang de 100 nm (la mida d'un virus típic) a 1.000 nm (la mida d'un bacteri típic). 100 nanòmetres és el límit superior aproximat per a una nanopartícula. Així, la física mesoscòpica té una estreta connexió amb els camps de la nanofabricació i la nanotecnologia. Els dispositius utilitzats en nanotecnologia són exemples de sistemes d'escala mesoscòpica. Tres categories de nous fenòmens electrònics en aquests sistemes són els efectes d'interferència, els efectes de confinament quàntic i els efectes de càrrega.
Tant els objectes mesoscòpics com els macroscòpics contenen molts àtoms. Mentre que les propietats mitjanes derivades dels materials constitutius descriuen objectes macroscòpics, ja que solen obeir les lleis de la mecànica clàssica, un objecte mesoscòpic, en canvi, es veu afectat per fluctuacions tèrmiques al voltant de la mitjana, i el seu comportament electrònic pot requerir modelització al nivell de mecànica quàntica.
Un dispositiu electrònic macroscòpic, quan es redueix a una mida meso, comença a revelar propietats mecàniques quàntiques. Per exemple, a nivell macroscòpic la conductància d'un cable augmenta contínuament amb el seu diàmetre. Tanmateix, a nivell mesoscòpic, la conductància del cable està subjecta a les propietats quàntiques: els augments es produeixen en passos sencers discrets o individuals. Durant la investigació, els dispositius mesoscòpics es construeixen, es mesuren i s'observen experimentalment, de manera teòrica per tal d'avançar en la comprensió de la física dels materials aïllants, els semiconductorss, els metalls i els superconductorss. La ciència aplicada de la física mesoscòpica tracta el potencial de la construcció de nanodispositius.
La física mesoscòpica també aborda els problemes pràctics fonamentals que es produeixen quan un objecte macroscòpic es miniaturitza, com amb la miniaturització de transistors en l'electrònica de semiconductors. Les propietats mecàniques, químiques i electròniques dels materials canvien a mesura que la seva mida s'aproxima a la nanoescala, on el percentatge d'àtoms a la superfície del material esdevé significatiu. Per a materials a granel superiors a un micròmetre, el percentatge d'àtoms a la superfície és insignificant en relació amb el nombre d'àtoms de tot el material. La subdisciplina s'ha ocupat principalment d'estructures artificials de metall o material semiconductor que han estat fabricades mitjançant les tècniques emprades per produir circuits microelectrònics.